# Mixer
Em acústica e na sonorização, mesa de som, misturador, console de mixagem, ou simplesmente mixer, é um dispositivo musical eletrônico do tipo analógico ou digital, utilizada por um operador de som, para sincronizar e combinar (mixagem) várias fontes de som (microfones, instrumentos, players), somando-as em um único sinal de saída. Mesas mais complexas podem "rotear" o sinal, formando várias mixagens simultâneas e independentes, além de alterar parâmetros do som como volume, timbre e faixa dinâmica.
Um exemplo simples de uso de um mixer é permitir que sinais originados de dois microfones diferentes (cada um sendo usado por cantores em um dueto, por exemplo) possam ser ouvidos simultaneamente em um único alto-falante.
Embora haja modelos de uso geral, há mesas de som bastante especializadas para determinado fim. Há modelos especiais para estúdios de gravação, sonorização de espetáculos ("PA"), transmissões de rádio e TV, estúdios de televisão e pós-produção de filmes. Mesas de som especiais para DJs também tem recursos para medir a quantidade de "batidas por minuto", o que pode facilitar a mixagem ao vivo em apresentações de música eletrônica. Quando usado para sonorização, o sinal já misturado produzido pela mesa de som costuma ser entregue a amplificadores de áudio e caixas acústicas.
Uma mesa de som simples é composta de canais de entrada, que recebem sinais de diferentes fontes (microfones, instrumentos musicais e mídia gravada), e canais de saída, que entregam os sinais de entrada misturados. Mesas mais complexas possuem os "subgrupos" ou "submestres", que proporcionam mixagens intermediárias antes da mixagem final.
Em todos os canais de entrada de sinal, é possível ajustar os parâmetros do som para que a mixagem final possa ser lapidada de acordo com a aplicação ou programa. Por exemplo, em um conjunto composto por violões e voz, o microfone da voz precisa ser destacado com maior volume para que o canto se sobressaia sobre o arranjo.
Os parâmetros de ajuste mais comuns são o nível ("volume") do canal, ganho (quantidade de amplificação), equalização (graves, médios e agudos) e efeitos (por exemplo, eco). Também é possível verificar os níveis
z do sinal em cada um dos canais (normalmente expressos em decibéis).

## História

Propagação do Som

Em 1910 o engenheiro francês Leon Gaumant demonstrou o funcionamento de um dispositivo cronofônico de sincronização de som e filme no Gaumant Palace (na época o maior cinema da Europa), que sincronizava e mixava duas músicas. Criado com  o propósito de solucionar um problema nos cinemas quando era mudo; Era comum a execução de músicas durante as sessões usando vinil de gramofone, porém o tempo de reprodução era limitado (200 pés a 16 quadros por segundo), o som era totalmente interrompido sendo necessário trocar.
O cronofone de Gaument tinha duas bandejas de gramofone, entre as quais um operador hábil podia alternar para frente e para trás.

## Classificação
Um mixer é composto por botões, entradas e saídas, que baseiam-se em duas tecnologias: digital ou analógica, que têm diferentes funções, mas o mesmo objetivo.

## Mixer analógico
Os mixers analógicos, quase substituídos totalmente pelos mixers digitais, trabalham com sinal analógico e têm a particularidade de agirem diretamente sobre os sinais eletrônicos de áudio que entram neles. Os diferentes sinais de áudio passam fisicamente pelos elementos de controle que são operados pelo engenheiro de mixagem.
De modo geral, são constituídos por um único dispositivo - o mixer, no qual entram e saem todos os sinais a serem utilizados. Incorpora os elementos diversos: pré-amplificadores, filtros, equalizadores, roteadores e outros necessários para o processamento desejado.

### Partes do mixer
Um mixer é formado por varias partes: canais de entrada, buses de mixagem, controles de saída, grupos, monitoramento e medidores de amplitude do sinal (meters). Muitas vezes também incorporam outros sistemas de processamento como: compressores/expanders, limitadores ou gates/duckers.

#### Canais de entrada
Em um mixer, encontramos basicamente dois tipos de entrada onde deverão ser ligados os microfones (padrão XLR) ou instrumentos (padrão P10, mono ou stereo). Algumas possuem também entrada específica para CD player, e RCA que conectam aparelhos de rádio e home theaters (especificamente de reprodutores mono para amplificadores).
Cada sinal (instrumento musical, microfone ou aparelho) entra em um canal de entrada, mas, geralmente, este suporta duas entradas diferentes - uma para microfone (baixa impedância) e outra para nível de linha (média impedância). A seleção é feita por um sistema de chaveamento seguido por um ajuste de ganho. Em seguida, normalmente é aplicado um filtro passa-altas com frequência de corte de 20 Hz, projetado para eliminar possíveis ruídos da tensão da rede elétrica. Seguido por um estágio de pré-amplificação, depois de equalização, normalmente estruturado em três faixas de frequência (embora seja altamente variável), atribuição aos barramentos auxiliares (roteamento), em pelo menos dois, e com a possibilidade de alguns deles serem selecionados como pós ou pré-fader. O bloco de roteamento para os grupos (ou o master) incluindo o controle de panorama, volume do canal, volume das mandadas para saídas auxiliares, PFL (saída de fones/monitorar nível de entrada do canal), solo e mute.
Um ponto de inserção (insert) geralmente é colocado após as entradas XLR e/ou P10, de forma que o sinal possa ser extraído, tratado e reinserido. Isto serve para "insertar" efeitos externos, em mesas de som analógicas.

#### Buses
As saídas dos canais vão para diferentes barramentos (saídas auxiliares), após serem controlados pelos controles de saída, formarão as saídas auxiliares do console. A saída principal da mesa de som é chamada geralmente de "LR" ou "Master"; geralmente, o único que suporta dois canais (produções estereofônicas).
Outro tipo de barramento que é atribuído a controles intermediários, os chamados "grupos", tem a finalidade de agrupar diferentes canais de entrada em um único controle o qual pode ser roteado novamente para as saídas auxiliares ou saída(s) principal(is) da mesa de som. Além desses dois tipos de buses, existe um terceiro que são as saídas auxiliares, e elas servem para fazer retorno do palco ou retorno individual do músico.

#### Equalizador
O equalizador serve para mudar a resposta em frequência do sinal de áudio, seja para reduzir o grave de um microfone de voz ou aumentar o grave do bumbo da bateria, por exemplo. Eles são, na maioria, constituídos de três knobs: grave, médio e agudo, ajustando-se apenas o ganho. Existe mesas analógicas que têm outro knob que ajusta além do ganho, a frequência a qual será dada ganho (ou atenuada).
Existe um terceiro parâmetro de um equalizador paramétrico que é o do Fator de Qualidade (Q), que está presente em todas as mesas de som digitais e nas mesas analógicas mais caras.

#### Monitoramento e medidores
Para poder operar eficazmente el sistema se precisa escuchar, de diferentes formas y en diferentes puntos, las diferentes señales con las que se está trabajando. Para ello hay un sistema que permite monitorear cada una de ellas en los diferentes puntos de la mesa. este monitoreado no solo se realiza acústicamente, sino que mediante un sistema de medidores se puede ver los diferentes niveles y fases de las señales que se desean controlar.
Hay una serie de elementos auxiliares que sirven de ayuda a la producción y el ajuste. Las mesas de mezclas de audio suelen incorporar generadores de señal patrón, al menos una señal sinosuidal de una frecuencia de 1kHz a un nivel de 4 dBu. Dependiendo de las prestaciones de la mesa este generador es más o menos potente pudiendo llegar a generar cualquier frecuencia a cualquier nivel e incluso patrones de ruido, como el ruido rosa o el ruido blanco.
Un sistema de intercomunicación, que puede insertarse en cualquiera de las salidas (aunque en mesas simples suele estar designado a un auxiliar concreto) permite la intercomunicación del técnico de sonido con los diferentes lugares de fuente de señales (platos, escenarios, bambalinas...) o con el personal de la producción.
En todo momento las actuaciones y manipulaciones de la señal de audio se realizan directamente sobre ella pasando esta a través de todos los elementos que componen el sistema.

#### Potenciômetros (faders)
Os potenciômetros deslizantes (ou faders) possuem uma pista retilínea onde os botões deslizantes limitam o nível de saída. Em sua posição totalmente para baixo significa que não estão deixando passar nenhum som; totalmente acima estão deixando o som passar em sua totalidade. Existe também os faders Master que, normalmente em pares, controlam o nível geral do lado esquerdo ou direito do sistema.

## Mixer digital
En la última década el siglo XX empezó a desarrollarse el audio digital. Con el aumento de la capacidad de procesamiento y la generalización de las instalaciones de esta tecnología se comenzó a desarrollar las mesa de mezclas digitales. En ellas la consola de control es un mero periférico que únicamente facilita la interfase con el usuario. El procesamiento de las señales se realiza mediante software por lo que las señales en ningún momento pasan por los elementos de control y no precisando una estructura fija previa.
Los sistemas digitales de mezcla suelen ser dispersos, es decir, constan de varios módulos repartidos por la instalación. Uno de ellos es el encargado de realizar el procesamiento, es el llamado "DSP" (Digital Signal Processor) que es el corazón del mezclador. Este módulo es controlado por la consola, que suele tener una apariencia muy similar a las analógicas, al cual suele estar unido por una simple comunicación serie o ethernet. El DSP precisa de diferentes módulos de interface para la adaptación de las señales de entrada y salida al sistema y un módulo de monitoreado.
Los módulos de interface suelen contener los convertidores analógicos digitales para las señales de micrófono y línea analógica, así como para los diferentes formatos digitales de audio (el más normal es el AES/EBU) incluyendo las interfaces MADI. También tienen los convertidores digital analógico para cuando se precisan salidas analógicas y los diferentes interfaces para los estándares de audio digital que se utilicen.
El módulo de monitoreado está destinado a proporcionar las salidas a los diferentes monitores de audio precisos.
Los diferentes interfaces, que pueden estar ubicados en lugares remotos y unidos al DSP mediante MADI o un sistema similar, convergen en el DSP o en un equipo que hace de hub y pasa los múltiples canales al procesador (por ejemplo en el caso de las mesa VISTA de Studer esta comunicación se hace mediante cables de red informática y un protocolo propiedad de Studer llamado MADI SH que permite la transferencia simultánea de 192 canales de audio). El DSP es controlado a través de la consola.

### Partes da mesa
Al no existir físicamente ni canales de entrada, ni buses, ni controles de salida... se debe definir una mesa de mezclas virtual similar a lo que sería la configuración de una analógica. Mediante una aplicación informática (que puede no estar disponible para el usuario) se define la mesa virtual que se quiere tener esa configuración hay que definir el número de canales de entrada, el tipo de los mismos, el número de buses, el tipo y número de canales de grupo que habrá el de master, el de auxiliares, etc.
También se define los procesos de control que se pueden aplicar al audio, compresores, limitadores, expansores, retardadores, puertas de ruido, filtros, ecualizadores... todo ello únicamente limitado por al capacidad de procesamiento del sistema.
Al no depender los canales de entrada del número de controles físicos existentes, se pueden hacer configuraciones en capas que permiten ir asignando entradas a diferentes canales y canales a diferentes controles todo ello en tiempo real. Esto da un grado de flexibilidad casi infinito.
Al estar todo ello basado en programación es decir en software, se puede guardar y recuperar en cualquier momento y tener diferentes set para diferentes programas o para diferentes técnicos, adaptándose el sistema a cada circunstancia.
Otra gran ventaja es la posibilidad de trabajar dinámicamente entre varias mesas al ser posible transferir la información entre ellas o entre sistemas de control de posproducción y producción.

### Som digital

#### Representações do som digital
O som pode ser representado de forma digital de várias formas (onda e espectro). Dependendo do objetivo (tocar, manipular, distorcer, analisar, compor, armazenar, transmitir, visualizar) uma forma de representação pode ser melhor que a outra.
- A representação na forma de onda é bom para avaliar aspectos temporais.
- A representação em espectro, é bom quando queremos avaliar aspectos frequenciais. O espectro mostra como construir a onda analisada, através da combinação de ondas sinusoidais, cada com uma certa amplitude e fase.
- A forma de onda pode ser transformada em espectro e vice-versa sem perda de informação.

- A conversão de som analógico (som real) para uma representação digital, discretizada, é feita com o componente de hardware chamado Conversor Analógico-Digital (abreviado A/D ou ADC na sigla em inglês). O caminho oposto, é feito através de um Conversor Digital-Analógico ou DAC.
- O dado sonoro digital pode ser transmitido de um lugar à outro gerando uma infinidade de aplicações (VoIP, Secretária Eletrônica, armazenamento de música em CD, repositórios multimídia como estudiolivre.org.br).

A formula "Transformada de Fourier" transforma a onda em espectro. Um algoritmo para calcular essa Transformada é a Transformada Rápida ou Discreta de Fourier (do inglês Fast Fourier Transform ou FFT). Para uso em computadores, seja para aplicações científicas ou em processamento digital de sinais, é preciso ter valores xk discretos e a complexidade é O(n log n) contra O(n2) necessários para o mesmo cálculo, porém pela definição.

#### Digitalização do som
Uma das formas mais simples de conversão Analógico-Digital é PCM (Pulse Code Modulation) através do qual o sinal analógico é representado como uma seqüência de bits. Como só há dois valores possíveis (0 ou 1) é muito mais fácil de se proteger de ruídos.
- Para cada instante no tempo, a amplitude do sinal é discretizada e aí convertida para um valor em bits. No exemplo, uma senóide teríamos: 1001, 1011, 1100, 1101, 1110, 1110, 1111, 1111, 1111, 1110, etc.
- Um som digital com qualidade de CD inclui pouco ruído, MP3 inclui mais e GSM inclui muito.

## Analógico versus digital
A diferença básica entre os tipos analógica e digital, a primeira tem a voltagem direcionada por meio do seu circuito, enquanto a mesa digital lida com informações digitais do som. A partir do mixer analógico foi feito uma reaplicação, tornando alguns procedimentos mais práticos, convertendo as ondas puras em sinais digitais.
Analógico:
- Som mais quente e puro, devido a gravação em fita; formato muito usado por bandas gaúchas pois realça o som do baixo e bateria;
- Não soa igual a uma digital, que apresenta efeitos bem parecidos em seus equalizadores;
- Não aceitam plugins para melhorar o som, o que nas digitais é oferecido em grande quantidade;
- Filtros analógicos são mais naturais que os digitais, porém necessita de diversos plugins até que seja alcançado o som almejado.

Digital:
- Compactas e práticas, pois chegam a utilizar o mesmo conjunto de controles para variados canais;
- Maioria possui interface de áudio integrada, facilitando assim mixar o áudio no computador;
- Variedade de efeitos, que podem ser gravados no software da própria mesa;
- Para saída digital é necessário usar uma interface com entrada ótica para receber o sinal da mesa.

## Sistema básico de som
Um sistema básico de som é formado por:
- Os captadores, como por exemplo: o microfone que capta a voz, ou os instrumentos como a guitarra que capta a tensão das cordas;
- O pré-amplificador: a mixer;
- Os periféricos: um processador externo ajuda na equalização e aplicação dos efeito;
- O amplificador: a potências após a mixer, e;
- Os alto-falantes, as caixas de som.

## Estágios da mixer
Quando um áudio entra na mixer, o primeiro estágio que passa é o ganho, onde se determina a sensibilidade do nível que está entrando. Por exemplo, se uma pessoa no microfone tiver uma voz fraca, é necessário ajustar o ganho para que o nível de áudio esteja num patamar aceitável para ser processado pelos próximos controles. O excesso de ganho pode provocar distorção no áudio do canal e, a falta de ganho provavelmente provocará  um chiado.
Depois da seção de ganho, o áudio, na maioria das mesas, passa à seção equalizadora, onde pode-se acrescentar ou subtrair frequências: mais ou menos agudo, mais ou menos médio, mais ou menos grave.
Em seguida o áudio segue para a seção de auxiliares (ou efeitos), que desviam o sinal para uma unidade processadora: reverbes, compressores, gates, etc. Neste ponto o sinal é desviado, para um processador externo e retorna ao mesmo ponto já com a alteração desejada.
Na próxima etapa, o  pan-pot, botão panorâmico. Este botão tem um ponto central e pode ser movido para esquerda ou para direita possibilita criar efeitos estéreo, movendo literalmente o som para esquerda ou para a direita.
chegamos ao fader, o botão deslizante que controla o nível de áudio que sairá daquele canal para o Máster. O botão deslizante na posição totalmente para baixo, impedirá a passagem do som, e totalmente para cima propiciará resistência zero, deixando passar todo o sinal para o master.
Todo processo se repetirá em cada canal de entrada, a mixagem ocorre quando os níveis de cada canal são ajustados nos faders até que haja um equilíbrio entre eles. Por isso denominamos o console de “mesa de mixagem”, onde cada canal será misturado com os outrose então serão enviados para o fader master que por sua vez, o enviará para as suas saídas.